# من ناپلئون را کشتم
من ناپلئون را کشتم (ایتالیایی: Ho ucciso Napoleone) یک فیلم کمدی ایتالیایی است که در سال ۲۰۱۵ منتشر شد.

## بازیگران
- میکائلا رمتزوتی
- آدریانو جانینی
- النا سوفیا ریچی
- یایا فورته
- پاملا ویلورسی
- اریکا بلانک
- سلن
- تونی
- لیبرو د رینتسو